# UNCAF
Związek Piłkarski Ameryki Środkowej (hiszp. Unión Centroamericana de Fútbol) – jedna z trzech regionalnych konfederacji piłkarskich wchodzących w skład CONCACAF. Utworzona w 1990 roku na terenie Gwatemali. Do organizacji należy 7 Krajowych Związków Piłki Nożnej.

## Członkowie
- Belize
- Gwatemala
- Honduras
- Kostaryka
- Nikaragua
- Panama
- Salwador

## Organizowane rozgrywki
UNCAF organizuje 10 turniejów w piłce nożnej
Kwalifikacje
- Eliminacje do mistrzostw olimpijskich kobiet ze strefy Ameryki Północnej
- Eliminacje do Złotego Pucharu CONCACAF w piłce nożnej kobiet
- Eliminacje do Mistrzostw Ameryki Północnej U-20 w piłce nożnej kobiet
- Eliminacje do Mistrzostw Świata i Ameryki Północnej U-17 w piłce nożnej kobiet
- Eliminacje do mistrzostw olimpijskich U23 ze strefy Ameryki Północnej
- Eliminacje do Mistrzostw Ameryki Północnej U-20 w piłce nożnej
- Eliminacje do Mistrzostw Świata i Ameryki Północnej U-17 w piłce nożnej

Narodowe
- Puchar Ameryki Środkowej (Rozgrywki zaczynają się od fazy grupowej)
- Mistrzostwa Ameryki Środkowej U-16 w piłce nożnej

Klubowe
- Puchar Klubowy Ameryki Środkowej

## Uczestnicy Mistrzostw Świata w piłce nożnej
- 1970 – Salwador
- 1982 – Honduras, Salwador
- 1990 – Kostaryka
- 2002 – Kostaryka
- 2006 – Kostaryka
- 2010 – Honduras
- 2014 – Kostaryka, Honduras
- 2018 – Kostaryka, Panama